# 博格島
博格島（挪威語：Borgøy）是南極洲的島嶼，位於肯普地，長2公里，屬於厄于加倫島群的一部分。由1936-1937年的挪威拉尔斯·克里斯腾森探险队发现，根據挪威探險隊拍攝的空中照片繪入地圖，現時由南極條約體系管理。在挪威语中意为“城堡”。